# Чемпионат мира по шоссейным велогонкам 1974
47-й Чемпионат мира по шоссейным велогонкам проводился в канадском городе Монреаль с 21 по 25 августа 1974 года.
Программа чемпионата включала групповые гонки у мужчин среди профессионалов и любителей и женщин, а также командную гонку на время у мужчин.
Эдди Меркс выигравший ранее в этом году Джиро д’Италия и Тур де Франс стал первым велогонщиком обладателем тройной короны велоспорта.

## Призёры
| Велогонка                     | Золото                                                                          | Золото   | Серебро                                                                             | Серебро | Бронза                                                              | Бронза |
| ----------------------------- | ------------------------------------------------------------------------------- | -------- | ----------------------------------------------------------------------------------- | ------- | ------------------------------------------------------------------- | ------ |
| Мужчины                       |                                                                                 |          |                                                                                     |         |                                                                     |        |
| Групповая гонка Профессионалы | Эдди Меркс · Бельгия                                                            | 6ч52’22" | Раймон Пулидор · Франция                                                            | + 2"    | Мариано Мартинес · Франция                                          | +37"   |
| Групповая гонка Любители      | Януш Ковальский · Польша                                                        |          | Рышард Шурковский · Польша                                                          |         | Михель Кун · Швейцария                                              |        |
| Командная гонка Сборные       | Швеция · Ленард Фагерлунд · Бернт Юханссон · Торд Филипссон · Свен-Оке Нильссон |          | СССР · Геннадий Комнатов · Владимир Каминский · Ринат Шарафуллин · Валерий Чаплыгин |         | ГДР Ганс-Йоахим Хартник Карл Дитрих Дирс Хорст Тишофф Герхард Лауке |        |
| Женщины                       |                                                                                 |          |                                                                                     |         |                                                                     |        |
| Групповая гонка               | Женевьева Гамбилон · Франция                                                    |          | Байба Цауне · СССР                                                                  |         | Кети ван Остен-Хаге · Нидерланды                                    |        |

## Медальный зачёт
*   Принимающая страна (Канада)
| Место          | Страна         | Золото | Серебро | Бронза | Всего |
| -------------- | -------------- | ------ | ------- | ------ | ----- |
| 1              | Франция        | 1      | 1       | 1      | 3     |
| 2              | Польша         | 1      | 1       | 0      | 2     |
| 3              | Бельгия        | 1      | 0       | 0      | 1     |
| 3              | Швеция         | 1      | 0       | 0      | 1     |
| 5              | СССР           | 0      | 2       | 0      | 2     |
| 6              | ГДР            | 0      | 0       | 1      | 1     |
| 6              | Нидерланды     | 0      | 0       | 1      | 1     |
| 6              | Швейцария      | 0      | 0       | 1      | 1     |
| Всего стран: 8 | Всего стран: 8 | 4      | 4       | 4      | 12    |